# Bellentre
Bellentre is een plaats en voormalige gemeente in het Franse departement Savoie in de regio Auvergne-Rhône-Alpes en telt 793 inwoners (1999). De plaats maakt deel uit van het arrondissement Albertville.

## Geschiedenis
Bellentre was onderdeel van het kanton Aime tot dit op 22 maart 2015 werd opgeheven en de gemeenten werden opgenomen in het op die dag gevormde kanton Bourg-Saint-Maurice. Op 1 januari 2016 fuseerde Bellentre met La Côte-d'Aime, Mâcot-la-Plagne en Valezan tot de commune nouvelle La Plagne Tarentaise.

## Geografie
De oppervlakte van Bellentre bedraagt 23,9 km², de bevolkingsdichtheid is 33,2 inwoners per km².
De onderstaande kaart toont de ligging van Bellentre met de belangrijkste infrastructuur en aangrenzende gemeenten.

## Demografie
Onderstaande figuur toont het verloop van het inwonertal.